# Hotel California (album)
Hotel California là một album được ban nhạc rock Mỹ Eagles phát hành cuối năm 1976. Đây là album đầu tiên của Eagles không có sự tham gia của thành viên sáng lập Bernie Leadon, và là album đầu tiên có sự tham gia của Joe Walsh. Nó cũng là album cuối cùng có sự tham gia chính của tay chơi guitar bass kiêm ca sĩ sáng lập Randy Meisner.

## Lịch sử
Hotel California là album thứ 5 tự sáng tác (original material) của Eagles và đã trở thành một thành công thương mại lớn; kể từ khi được phát hành cuối năm 1976, nó đã được bán hơn 16 triệu bản chỉ tính riêng ở Hoa Kỳ, và được xem là album tự sáng tác bán chạy nhất của ban nhạc. Album này đã được xếp vị trí số một trong 8 tuần giữa cuối năm 1976 và đầu năm 1977 (không liên tục nhau), và có hai bài xếp hạng #1 dạng đĩa đơn trên bảng xếp hạng Billboard Hot 100:
"New Kid in Town", ngày 26 tháng 2 năm 1977, và "Hotel California" ngày 7 tháng 5 năm 1977.
Hotel California là một trong 15 album thuộc bất kỳ thể loại nhạc nào bán chạy nhất mọi thời đại. Điều này cũng khiến họ là một trong 5 ban nhạc có album bán chạy nhất Hoa Kỳ, danh sách còn gồm có ba ban nhạc và các nghệ sĩ rock khác; - The Beatles, Elvis Presley và Led Zeppelin, với Garth Brooks xếp thứ 4.
Năm 2001, VH1 của MTV network đã chọn Hotel California là album thứ 15 vĩ đại nhất mọi thời đại. Hotel California xếp thứ 13 trong một cuộc điều tra năm 2005 được kênh truyền hình Anh quốc Channel 4 thực hiện để xác định 100 album vĩ đại nhất mọi thời đại. Năm 2003, album này đã xếp thứ 37 trên danh sách 500 album vĩ đại nhất mọi thời đại của tạp chí Rolling Stone.

## Danh sách bài hát

### Mặt 1
1. "Hotel California" (Felder, Henley, Frey) – 6:30
2. "New Kid in Town" (J.D. Souther, Henley, Frey) – 5:03
3. "Life in the Fast Lane" (Walsh, Henley, Frey) – 4:46
4. "Wasted Time" (Henley, Frey) – 4:55

### Mặt 2
1. "Wasted Time (Reprise)" (hòa tấu) (Henley, Frey, Jim Ed Norman) – 1:22
2. "Victim of Love" (Felder, Souther, Henley, Frey) – 4:11
3. "Pretty Maids All in a Row" (Walsh, Joe Vitale) – 3:58
4. "Try and Love Again" (Meisner) – 5:10
5. "The Last Resort" (Henley, Frey) – 7:28

## Xếp hạng
| Bảng xếp hạng (1977)                      | Vị trí |
| ----------------------------------------- | ------ |
| Billboard Country Albums                  | 10     |
| Billboard 200                             | 1      |
| Australian Kent Music Report Albums Chart | 1      |

## Giải thưởng Grammy
| Năm  | Cho                | Hạng mục             | Kết quả   |
| ---- | ------------------ | -------------------- | --------- |
| 1978 | "Hotel California" | Thu âm của năm       | Đoạt giải |
| 1977 | "New Kid in Town"  | Hòa âm xuất sắc nhất | Đoạt giải |
| 1978 | "Hotel California" | Bài hát của năm      | Đề cử     |
| 1978 | Hotel California   | Album của năm        | Đề cử     |
| 1977 | Bill Szymczyk      | Nhà sản xuất của năm | Đề cử     |